# Sam & Max

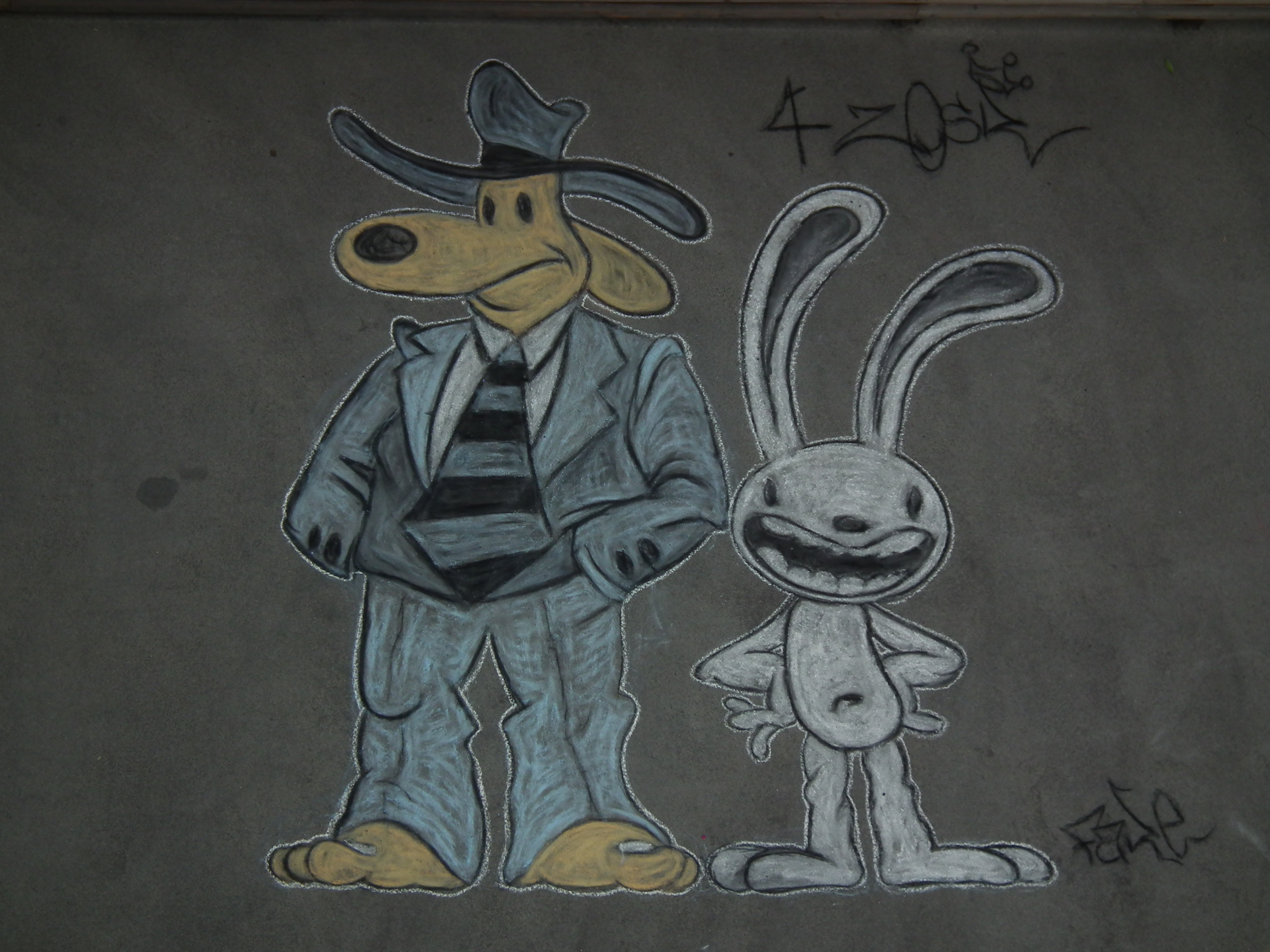
Sam e Max

Sam & Max são dois personagens de quadrinhos criados por Steve Purcell. Sam é um cachorro antropomórfico e Max é "uma coisa hiperativa parecida com um coelho".
Eles são dois detetives, ou, como eles preferem ser chamados, "policiais independentes". A dupla mora em Nova York, mas ocasionalmente viaja para lugares como New Orleans, Antigo Egito, as Filipinas e a Lua. Eles usam um DeSoto Adventurer ano 1960 preto e branco, aparentemente indestrutível, como principal meio de transporte para ir a esses lugares (incluindo a Lua). Sam é quem geralmente dirige, ainda que Max por vezes assuma a direção - apesar de mal poder ver acima do volante.
Suas técnicas de combate ao crime limitam-se a exibir suas armas de tamanhos exagerados para intimidar os criminosos (uma das piadas recorrentes das histórias dos personagens brincamm com o mistério de como Max guarda sua arma, já que ele está sempre nu). Eventualmente, eles se valem de estratégias mais criativas ou de simplesmente deixar Max resolver da forma mais violenta possível. 
Sam e Max ocasionalmente recebem suas ordens de um comissário misterioso que só se comunica com eles pelo telefone, mas normalmente eles se dirigem para onde está o problema.
Os quadrinhos e tiras (nunca publicados no Brasil) usam um humor negro e surreal. 
Steve Purcell se baseou nos desenhos da infância de seu irmão Dave para criar a série. Ele publicou diversas histórias de durações variadas em várias revistas, sob várias editoras diferentes. A maioria das histórias foi compilada em uma edição especial chamada "Collected Sam and Max: Surfin' the Highway", publicada em 1995.
Quando Steve Purcell começou a trabalhar na LucasArts, os personagens ganharam grande popularidade dentro da empresa e fizeram várias aparições em muitos jogos da LucasArts, como em Indiana Jones And The Last Crusade, onde pode ser visto um totem com os rostos de Sam e Max. Eles também fizeram sucesso ao estrelarem "Sam & Max Hit The Road". O jogo deu grande popularidade aos dois ao redor do mundo. Uma sequência foi anunciada em Agosto de 2002, Sam & Max Freelance Police. Viria a ser lançada em 2004, mas o projeto foi cancelado em Março de 2004.
No entanto, em Setembro de 2005, uma pequena empresa chamada Telltale Games (formada por membros da equipe criativa por trás de Grim Fandango), anunciou que iria dar início a criação de um novo jogo de Sam & Max, com a ajuda de Purcell. Como comemoração da parceria, Purcell iniciou em dezembro de 2005 uma webcomic estrelando a dupla, que se encontra no site oficial da TellTale
Impulsionada pelo sucesso do jogo, foi lançada uma série animada chamada The Adventures of Sam & Max: Freelance Police, exibida no Brasil pela Rede Globo e pela Fox Kids. Durou 24 episódios, produzidos entre 1997 e 1998. A série animada teve o seu estilo de humor, originalmente direcionado ao público adulto, suavizado, mas obteve um pequeno sucesso entre os fãs já crescidos. Até onde se sabe, a dublagem foi reallizada nos estúdios VTI, onde Márcio Simões dubla Sam, e Marco Antônio Costa dubla Max.

## Jogos da série
- Sam & Max: Hit The Road (1993)

- Sam & Max: Save The World (2006)
- Sam & Max: Beyond Time and Space (2007)
- Sam & Max: The Devil's Playhouse (2010)